# توماس موريس (سياسي)
توماس موريس (بالإنجليزية: Thomas Morris)‏ هو سياسي أمريكي، ولد في 9 ديسمبر 1861 في سان هياسنت في كندا، وتوفي في 17 سبتمبر 1928 في مانهاتن في الولايات المتحدة بسبب نوبة قلبية. حزبياً، نشط في الحزب الجمهوري. وقد انتخب عضو مجلس ولاية ويسكونسن.